# Попугайные виреоны
Попугайные виреоны (лат. Cyclarhis) — род воробьиных птиц из семейства виреоновых.

## Классификация
Международный союз орнитологов относит к роду 2 вида:
- Cyclarhis gujanensis (J. F. Gmelin, 1789) — Краснобровый попугайный виреон
- Cyclarhis nigrirostris Lafresnaye, 1842 — Черноклювый попугайный виреон[1]